# وانگفوجینگ
وانگفوجینگ (Wangfujing) از معروف‌ترین خیابان‌های مرکز خرید در پکن پایتخت چین است. این خیابان در منطقه دانگچنگ Dongcheng قرار گرفته است. بیشتر بخشهای این خیابان به صورت پیاده راه و ویژه عابرین پیاده در نظر گرفته شده است. وانگفوجینگ مرکز محبوبی برای اهالی پکن و گردشگران است. وانگفوجینگ از اواسط سلسله مینگ وجود داشته و مرکز فعالیت‌های تجاری بوده است. در دوران سلسله چینگ ده ملک اشرافی و اقامتی برای شاهزادگان در اینجا ساخته شد. به زودی پس از زمانی که یک چاه پر از آب شیرین کشف شد در نتیجه به نام آن «وانگ فو» (Wangfu به معنی محل اقامت شاهزاده‌ها) و «جینگ» (jing به معنای چاه آب) برای این محل برگزیده شد که در مجموع نام Wangfujing به معنای «چاه عمارت شاهزادگان» است.

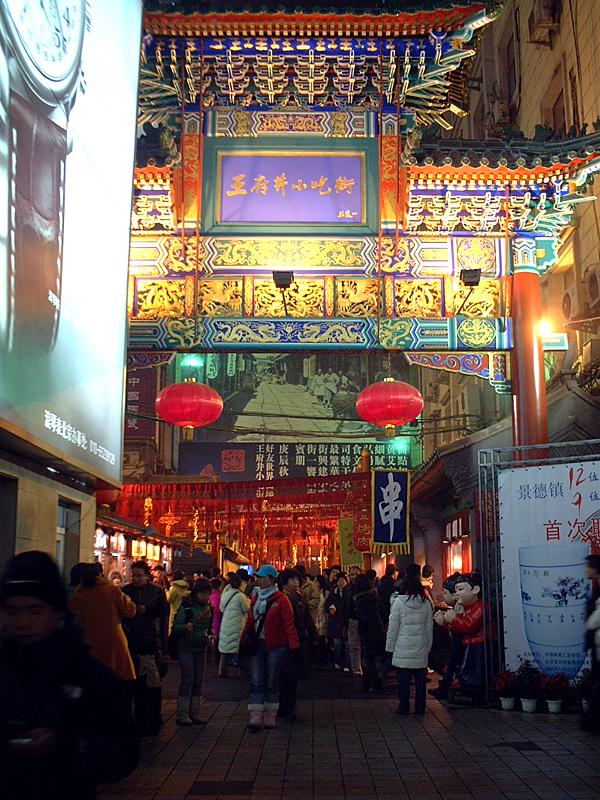
اسنک فروشی‌ها در وانگفوجینگ.

## تاریخچه

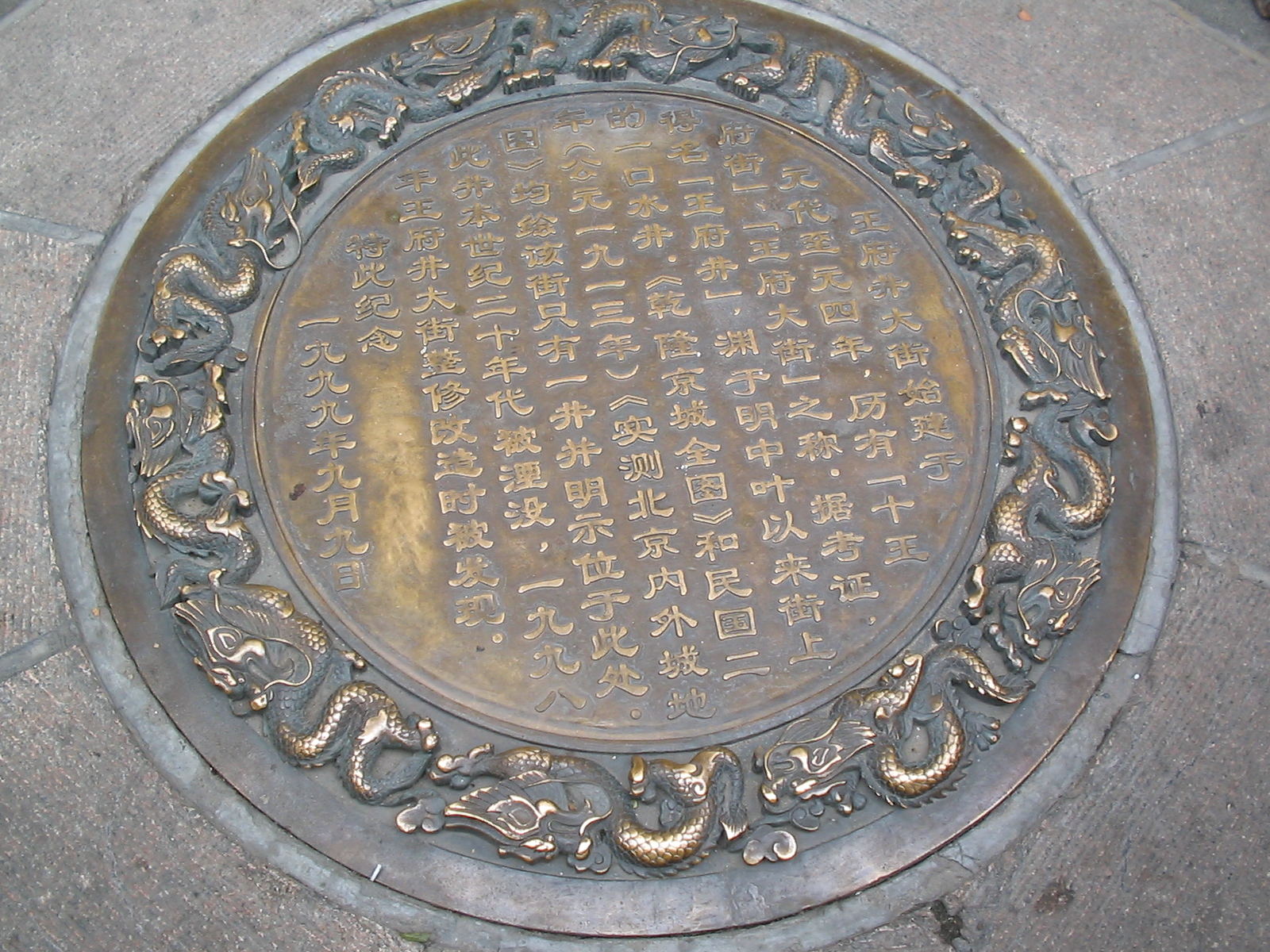
نشانه چاه وانگفوجینگ.

خیابان وانگفوجینگ قبلاً با عنوان خیابان موریسون هم شناخته می‌شد که به نام خبرنگار استرالیایی جورج ارنست موریسون لقب گرفته بود. این منطقه یکی از مراکز سنتی شهر چین است.

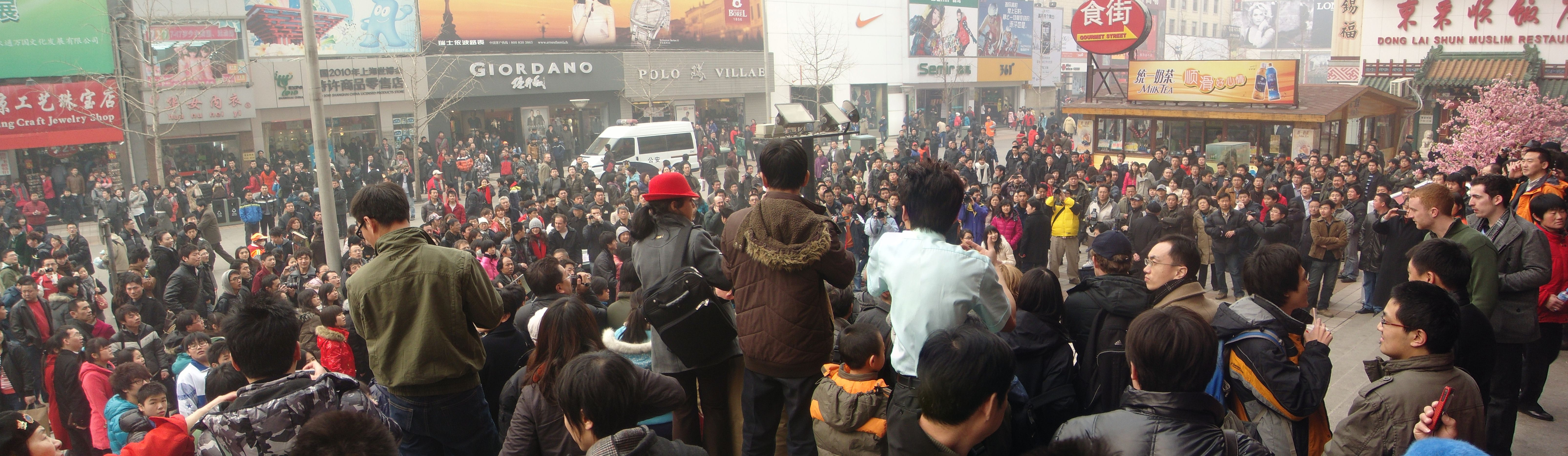
جمعیت معترض در مقابل فروشگاه مک دونالد در ۲۰ فوریه ۲۰۱۱.

تظاهرات دموکراسی طلبی ۲۰۱۱ چین در ۲۰ فوریه ۲۰۱۱ با الهام از انقلاب تونس برپا شد. وانگفوجینگ از مراکز اصلی این تظاهرات بود.

## فروشگاه‌ها
در حال حاضر حدود ۲۸۰ فروشگاه مارک‌های معروف مانند Shengxifu، Tongshenghe و چایخانه Wuyutai در این خیابان قرار دارند.

## مواد غذایی و تنقلات

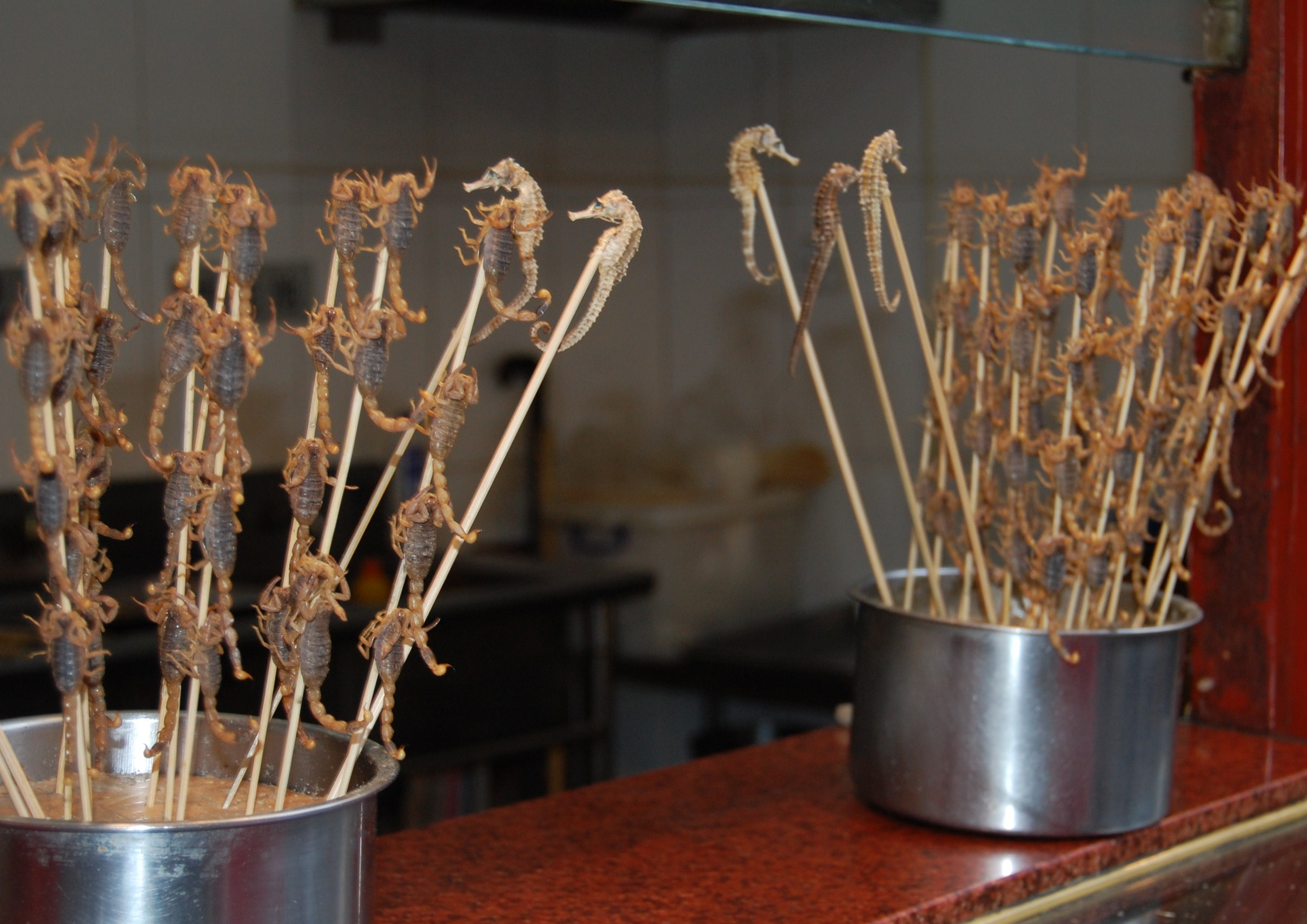
اسنک عقرب سرخ شده و اسب دریایی سرخ شده.

خیابان اسنک یکی از خیابانهای فرعی وانگ فوجینگ است که در آن مغازه‌ها و دستفروشان متعددی برای فروش خوراکی‌ها وجود دارند. غذاهای خیابانی عجیب و غریب همراه با انواع کباب و دسر در این فروشگاه‌ها عرضه می‌شوند.
بخش شمالی وانگفوجینگ خیابان دونگوامن Donghuamen است که بازار شبانه خوراکی‌ها در آن برپا می‌شود که خیلی محبوب است.

## حمل و نقل
ایستگاه وانگفوجینگ از خط ۱ متروی پکن در این ناحیه قرار دارد.

## نگارخانه

height=
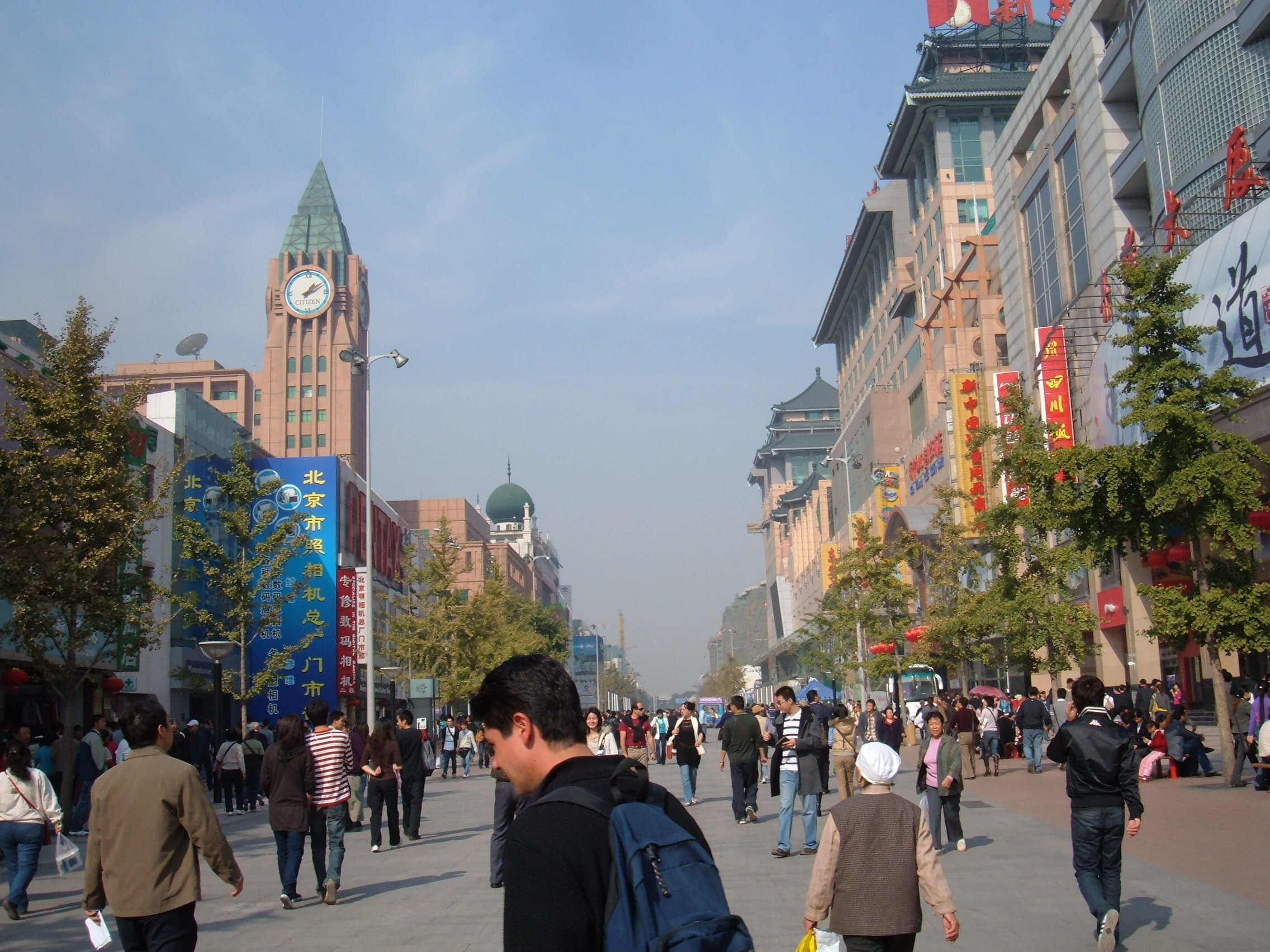
Wangfujing dajie (大街) یا عابر پیاده خیابان
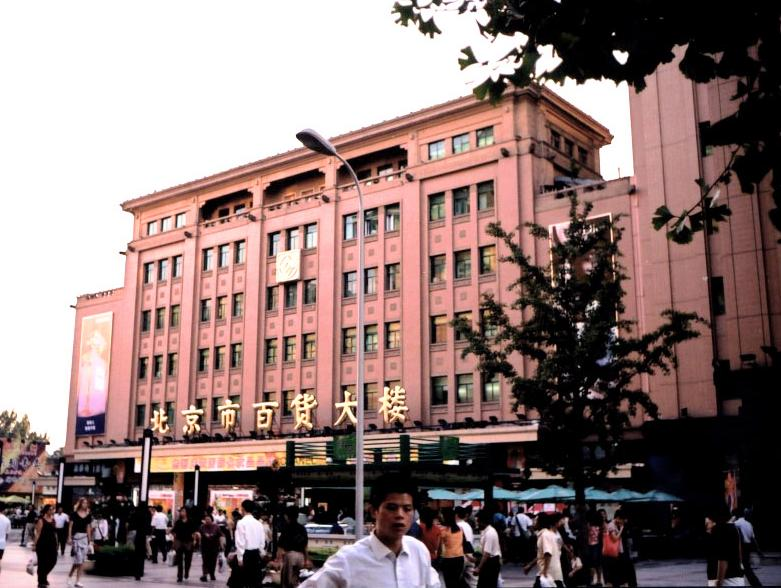
پکن فروشگاه
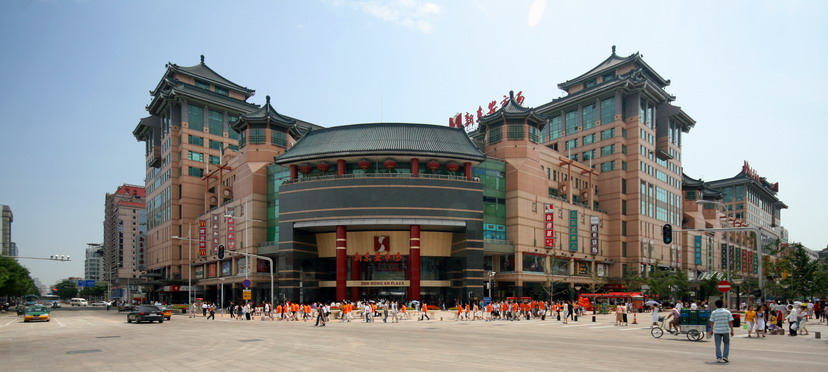
شین دونگ یک پلازا
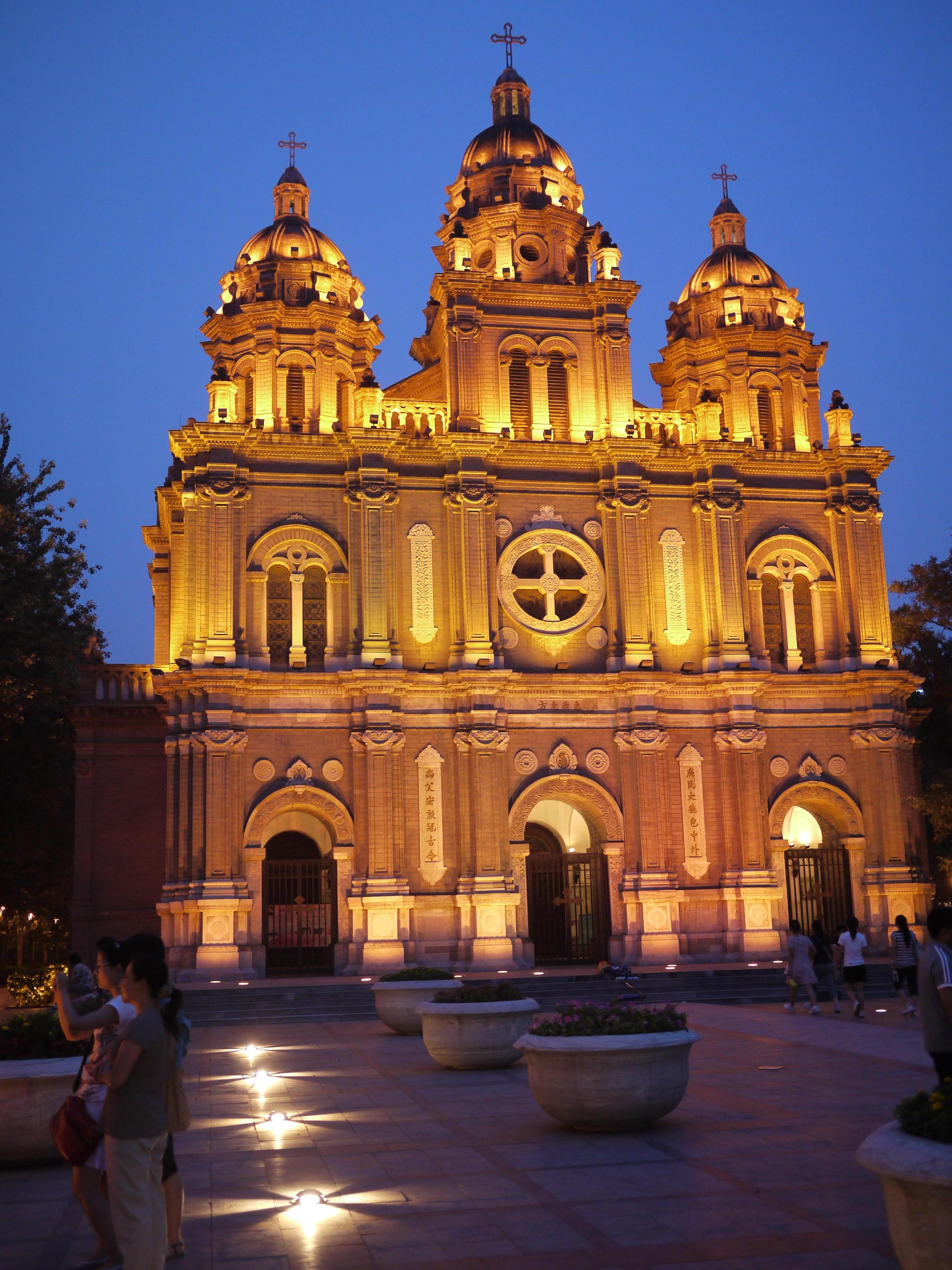
کلیسای سنت جوزف